# Edgar Hilsenrath

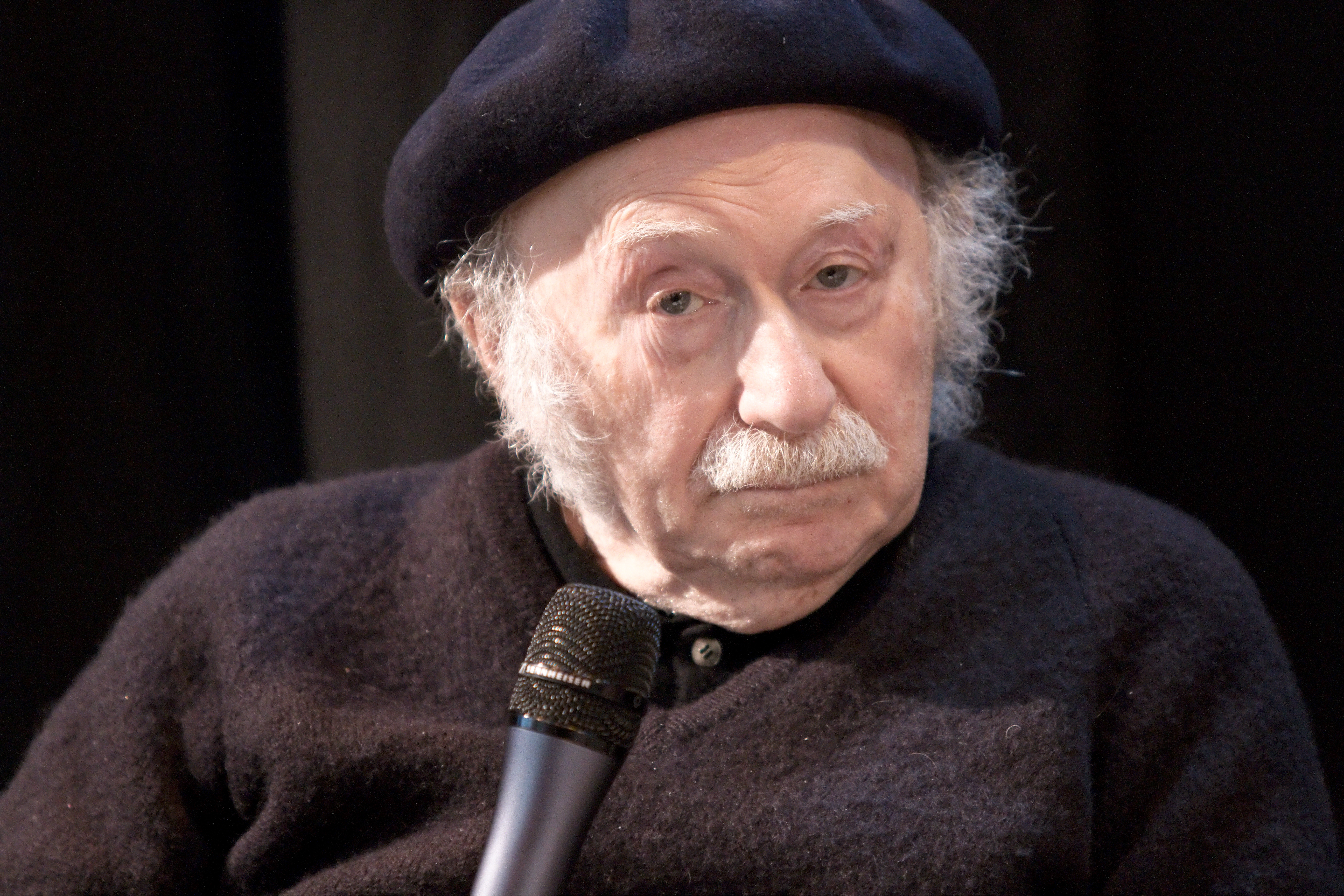
Edgar Hilsenrath (2010)

Edgar Hilsenrath (geboren am 2. April 1926 in Leipzig; gestorben am 30. Dezember 2018 in Wittlich) war ein deutscher Schriftsteller, der vor allem für seine vom eigenen Überleben des Holocaust geprägten Werke Nacht und Der Nazi & der Friseur sowie durch Das Märchen vom letzten Gedanken bekannt ist und vielfach ausgezeichnet wurde.

## Leben

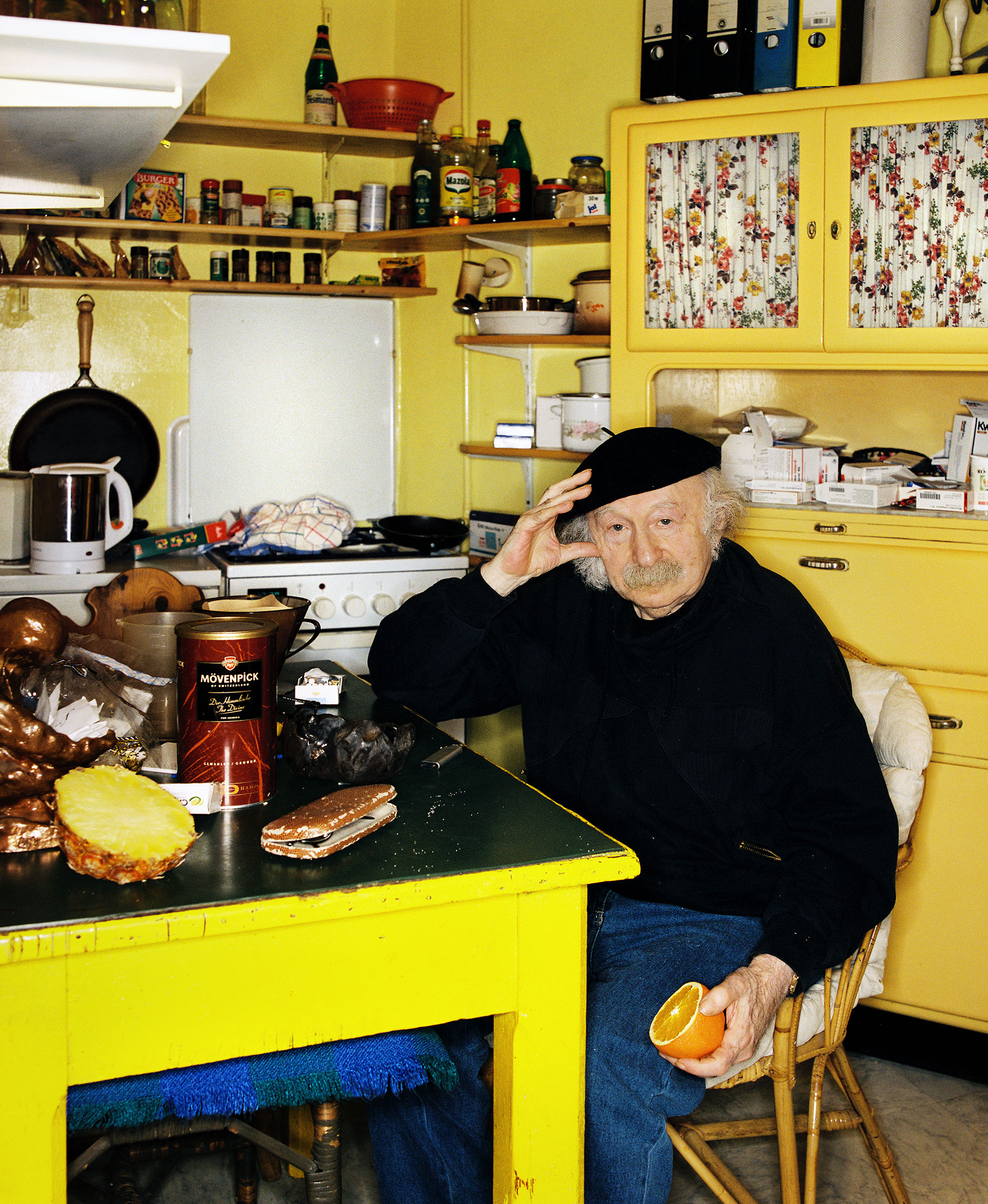
Edgar Hilsenrath, Berlin 2005

Edgar Hilsenrath war der Sohn eines jüdischen Kaufmanns. Er wuchs in Halle (Saale) auf. Vor der „Reichspogromnacht“ im November 1938 flohen er, seine Mutter und sein drei Jahre jüngerer Bruder Manfred zu den Großeltern nach Sereth in der Bukowina (Rumänien). Der Vater sollte ursprünglich nachkommen, was der Kriegsausbruch jedoch unmöglich machte; er gelangte nach Frankreich, wo er den Krieg überlebte. 1941 wurden Edgar Hilsenrath, sein Bruder und seine Mutter sowie all seine Freunde und Verwandten aus Sereth in das Ghetto Mohyliw-Podilskyj im rumänisch besetzten „Transnistria“ verschleppt. Als das Ghetto im März 1944 von der Roten Armee befreit wurde, wanderte er zu Fuß zurück nach Sereth und von dort weiter nach Czernowitz. Über die Organisation Ben Gurion gelangte Hilsenrath zusammen mit weiteren jüdischen Überlebenden und mit fremden Pässen nach Palästina. Sowohl auf seinem Weg dorthin als auch in Palästina selbst geriet er mehrmals in Gefangenschaft, kam jedoch jedes Mal nach kurzer Zeit wieder frei.
In Palästina lebte er als Gelegenheitsarbeiter, wurde dort jedoch nicht heimisch und beschloss, 1947 zu seiner mittlerweile wiedervereinten Familie nach Lyon zu fahren, wo er auf Wunsch seines Vaters das Kürschnerhandwerk erlernte. In den frühen fünfziger Jahren emigrierte er nach New York. Dort bestritt Edgar Hilsenrath durch Gelegenheitsarbeiten seinen Lebensunterhalt, gleichzeitig schrieb er seinen ersten Roman Nacht. Dieser Roman hatte bei seiner Erstveröffentlichung in Deutschland zunächst erhebliche Schwierigkeiten, da die Verlagsleitung (genauer: die verlagsinterne Opposition) das Werk aus persönlichen Ressentiments kurz nach Erscheinen wieder zurückzog (siehe den Hinweis weiter unten auf den Verriss durch Fritz J. Raddatz im Abschnitt Aufsätze). Den folgenden Roman Der Nazi & der Friseur, der während eines längeren Aufenthaltes in München und in New York entstand, veröffentlichte Hilsenrath deshalb in englischer Übersetzung zuerst in den USA. Dieser Roman verschaffte ihm seinen weltweiten Durchbruch als Schriftsteller – und damit schließlich auch in Deutschland. 1975 kehrte Edgar Hilsenrath der deutschen Sprache wegen zurück nach Deutschland und lebte von da an in Berlin.
Edgar Hilsenrath war Mitglied im PEN-Zentrum Deutschland. Laut Hilsenraths Verleger Ken Kubota hatte Hilsenrath zwar jüdische Wurzeln, war aber Atheist: „Er glaube an keinen Gott, war seine stets unveränderte Position.“ Nachdem seine erste Frau, Marianne Hilsenrath, seit 1978 mit ihm verheiratet, 2004 gestorben war, heiratete er 2009 erneut und lebte seither mit seiner zweiten Ehefrau Marlene Hilsenrath, auch Herausgeberin einiger seiner Bücher, bis zu seinem Tod im Dezember 2018 in der Vulkaneifel.  Edgar Hilsenrath erlag mit 92 Jahren in einem Krankenhaus in Wittlich den Folgen einer Lungenentzündung.

## Werk

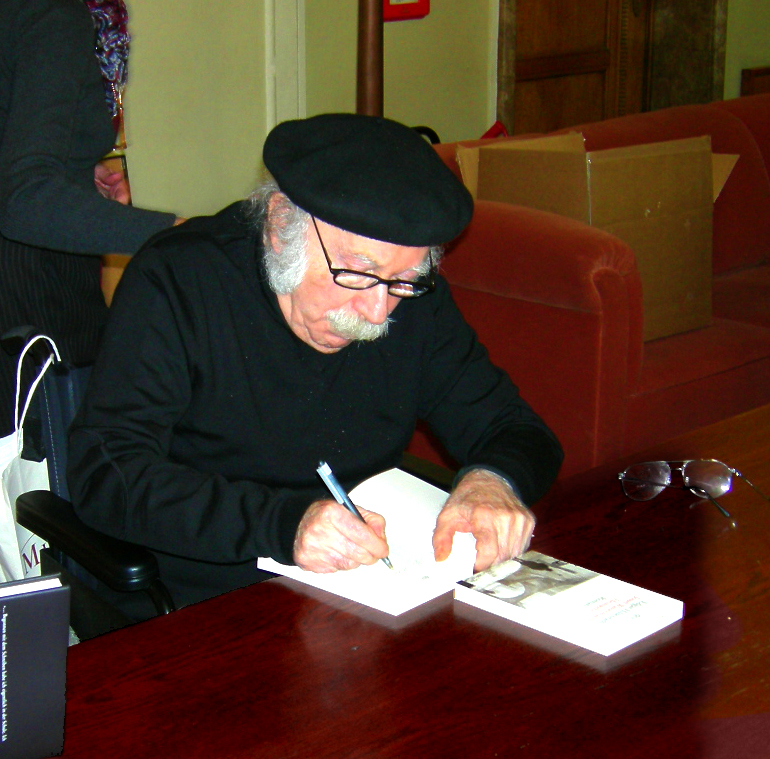
Edgar Hilsenrath bei einer Buchsignierung während der Feier seines 80. Geburtstages

Seit seinem Erstlingswerk Nacht, in dem er seine Erfahrungen als Überlebender des Ghettos auf grausam realistische Art und Weise schildert, umkreiste er thematisch den Holocaust, wobei er nicht direkt anklagte und Täter- und Opferrollen nicht schwarzweiß zeichnete. Vielmehr schrieb er in seinem Gesamtwerk gegen das Vergessen an und suchte damit „der untersten Schicht im Ghetto“ ein Denkmal zu setzen – mit dem schlechten Gewissen des Überlebenden. Während Nacht noch im naturalistischen Stil geschrieben ist, ging Hilsenrath in seinen späteren Werken zu ausdrucksstarken Verfremdungen über, wie zum Beispiel Satire, Groteske oder Märchen. Über seinen Roman Der Nazi & der Friseur schrieb Der Spiegel: „…eine Satire über Juden und SS. Ein Schelmenroman, grotesk, bizarr und zuweilen von grausamer Lakonik, berichtet von dunkler Zeit mit schwarzem Witz.“ Das 1968/1969 geschriebene Buch erschien zuerst in einer 1971 in den USA veröffentlichten englischen Übersetzung unter dem Titel The Nazi & the Barber, a Tale of Vengeance. Auch nachdem in englischer, französischer und italienischer Übersetzung bereits mehr als 2 Millionen Exemplare verkauft worden waren, lehnten über 60 deutsche Verlage das Manuskript ab, darunter S. Fischer, Hanser, Hoffmann und Campe, Kiepenheuer & Witsch, Luchterhand, Rowohlt, Scherz und Wagenbach. So erschien es schließlich im August 1977 in einem kleinen Kölner Verlag, dem Literarischen Verlag Helmut Braun. Die Erstauflage von 10.000 Exemplaren war schnell vergriffen, es folgten kurz darauf zwei weitere Auflagen. Das Buch wurde unter anderem von Heinrich Böll in der Zeit vom 9. Dezember 1977 sehr positiv besprochen. Mittlerweile wurden in Deutschland über 250.000 Exemplare verkauft. Weltweit erschien das Buch in 22 Ländern und 16 Sprachen. In dem Roman Das Märchen vom letzten Gedanken von 1989, für den Hilsenrath den Alfred-Döblin-Preis erhielt, setzte sich der Autor mit dem Erinnern und der Geschichtsschreibung auseinander. Indem er den Genozid an den Armeniern beschrieb und den Holocaust damit in Beziehung setzte, klagte er jegliche Art von Völkermord an und mahnte vor dem Vergessen. Die gewählte Form des Märchens spricht sarkastisch die Leugnung an, bedeutet aber auch, dass eine Geschichte erzählt wird, die keine Augenzeugen mehr hat.
Hilsenraths Werke wurden in achtzehn Sprachen übersetzt und sind weltweit über fünf Millionen Mal verkauft worden. Viele Titelseiten wurden von der Künstlerin Natascha Ungeheuer, einer Freundin Hilsenraths, gestaltet. In Deutschland sind die meisten seiner Werke im Piper Verlag erschienen, dieser gab jedoch 2003 die Rechte an den Autor zurück. Zwischen 2003 und 2008 legte der Dittrich Verlag (Verlagssitz zunächst in Köln, seit 2006 in Berlin) mit Helmut Braun als Herausgeber die Gesammelten Werke von Edgar Hilsenrath in zehn Bänden vor, die neben den bisherigen acht Buchtiteln den 9. Band Sie trommelten mit den Fäusten im Takt mit bis dahin verstreut publizierten Prosastücken und Zeitungsartikeln sowie als 10. Band den gänzlich neuen Roman Berlin … Endstation umfassten.
Nach einem am 22. Februar 2011 vor dem Landgericht Berlin geschlossenen Vergleich endete die Zusammenarbeit zwischen Hilsenrath und dem Dittrich Verlag mit dem 31. Dezember 2011. Dem schloss sich jedoch am 25. Juli 2012 eine Pressemitteilung des von Hilsenrath zum Generalbevollmächtigten ernannten Ken Kubota an, der darin Dittrich unter anderem vorwarf, „mehrfach falsche Abrechnungen mit erheblichen Fehlbeträgen zu Ungunsten von Edgar Hilsenrath angefertigt“ und „entgegen dem Autorenvertrag Lizenzen über fremdsprachige Ausgaben vergeben“ zu haben. Zudem seien über die Auseinandersetzung zwischen den Beteiligten dieser Auseinandersetzung im Deutschlandfunk „falsche Berichte“ und im Spiegel eine „unvollständige Darstellung“ veröffentlicht worden. Darauf reagierte der Dittrich Verlag am 27. Juli 2012 ebenfalls mit einer Pressemitteilung, die diese Vorwürfe im Wesentlichen bestritt.
Die Restexemplare der im Dittrich Verlag konzipierten und bis dahin von diesem betreuten Hardcover-Werkausgabe wurden und werden von Ken Kubota über dessen Kleinverlag Eule der Minerva vertrieben. Die zwischenzeitlich (Stand: 1. Januar 2019) vergriffenen Bände dieser Ausgabe, Nacht, Fuck America und Das Märchen vom letzten Gedanken, hat der neue Verlag als Broschur neu herausgegeben und veröffentlichte sie in gleicher Aufmachung des Weiteren in englischer Übersetzung.

## Auszeichnungen (Auswahl)
- 1989: Alfred-Döblin-Preis (für Das Märchen vom letzten Gedanken)
- 1992: Heinz-Galinski-Preis
- 1994: Hans-Erich-Nossack-Preis
- 1996: Jakob-Wassermann-Literaturpreis
- 1998: Hans-Sahl-Preis
- 2004: Lion-Feuchtwanger-Preis
- 2006: Deutscher Hörbuchpreis für Der Nazi und der Friseur
- 2006: Armenischer Nationalpreis für Literatur
- 2006: Ehrendoktorwürde der Staatlichen Universität Jerewan
- 2009: Prix Mémorable
- 2016: Hilde-Domin-Preis für Literatur im Exil

## Bibliografie

### Romane, Erzählungen
- Nacht. München 1964; Köln: Braun 1978  (Neuausgabe 2004, ISBN 3-89086-679-4; Band 1 der Gesammelten Werke, Köln 2005, ISBN 3-937717-00-5.)
  - Englisch: Night. A novel, 1966
  - Schwedisch: Natt, 1981, ISBN 91-7458-384-0.
  - Serbokroatisch: Noć, 1982
  - Slowenisch: Noc, 1983
  - Niederländisch: Nacht, 2008, ISBN 978-90-74328-94-4.
  - Französisch: Nuit, 2012, ISBN 978-2-917084-42-7.
- Der Nazi & der Friseur. Köln 1977 (Neuauflage dtv, 2006, ISBN 3-423-13441-0; Band 2 der Gesammelten Werke, Köln 2005, ISBN 3-937717-01-3.)
  - Dänisch: Nazisten & frisøren, 1980
  - Englisch: The Nazi and the Barber, a Tale of Vengeance, 1971 + 1975, ISBN 0-491-01804-5.
    - Weitere Ausgabe unter dem Titel The Nazi Who Lived As a Jew, ISBN 0-532-19145-5.
    - Neuausgabe: The Nazi and The Barber, Barber Press, 2013. (Hardcover ISBN 978-3-9816092-0-2, Paperback ISBN 978-3-9816092-1-9).

  - Hebräisch: הנאצי והספר, hrsg.: 1994, ISBN 965-487-016-9.
  - Französisch: Le nazi et le barbier, 1974
  - Italienisch: Il nazista & il barbiere, 2006, ISBN 88-7168-432-X.
  - Polnisch: Nazista i fryzjer, 1994
  - Niederländisch: De nazi en de kapper, 2008
  - Schwedisch: Nazisten & frisören, 1979, ISBN 91-7458-238-0.
  - Spanisch: El Nazi y El Peluquero, 2004
  - Tschechisch: Nácek & holic, 1997
  - Ungarisch: A náci és a fodrász, 1998
  - Japanisch: ナチと理髪師, 2014, ISBN 978-4-286-14463-4
- Gib acht, Genosse Mandelbaum. München/Wien 1979 (Neuausgabe unter dem eigentlichen Originaltitel Moskauer Orgasmus München, 1992, als Band 3 der Gesammelten Werke. Berlin 2007, ISBN 3-937717-02-1.)
  - Lettisch: Maskavas orgasms, 1994, ISBN 5-86574-112-8.
  - Litauisch: Maskvos orgazmas, 1994
- Fuck America, urspr. Titel: Bronskys Geständnis. München 1980 (Band 4 der Gesammelten Werke. Berlin 2003, ISBN 978-3-920862-48-4.)
  - Neuausgabe mit Cover von Henning Wagenbreth, Verlag Eule der Minerva, Berlin 2012, ISBN 978-3-943334-02-9.
- Zibulsky oder Antenne im Bauch. Düsseldorf 1983 (Band 5 der Gesammelten Werke. Berlin 2007, ISBN 3-937717-03-X.)
- Das Märchen vom letzten Gedanken München, 1989 (über den Völkermord an den Armeniern; Band 6 der Gesammelten Werke. Köln 2005, ISBN 3-937717-04-8.)
  - Armenisch: Verjin mtk'i hek'iat'e: vep, 1993, 1994 und 1996
  - Englisch: The Story of the Last Thought, 1990 ISBN 0-349-10253-8 + ISBN 0-356-19515-5.
  - Französisch: Le conte de la pensée dernière, 1992, 2005
  - Griechisch: To paramythi t’es teleutaias skeps’es, 1992
  - Italienisch: La fiaba dell’ultimo pensiero, 1991
  - Litauisch: Pasaka apie paskutin¸e mint¸i, 1995, ISBN 9986-430-32-1.
  - Niederländisch: Het sprookje van de laatste gedachte, 1991
  - Polnisch: Baśń o mysli ostatniej, 2005
  - Russisch: Predsmertnaja skazka, 2000
  - Tschechisch: Pohádka o poslední myslence: historický román z Kavkazu, 2004
  - Türkisch: Son düşüncenin masalı, 1999 ISBN 975-8054-47-3
- Jossel Wassermanns Heimkehr. 1993 (Band 7 der Gesammelten Werke. Köln 2004, ISBN 3-920862-57-0.)
  - Französisch: Le Retour au pays de Jossel Wassermann, 1995, ISBN 2-226-07970-X.
  - Italienisch: Jossel Wassermann torna a casa, 1997
  - Niederländisch: De thuiskomst van Jossel Wassermann, 2009, ISBN 978-90-414-1435-9.
- Die Abenteuer des Ruben Jablonski. München, 1997 (Band 8 der Gesammelten Werke. Berlin 2007, ISBN 978-3-937717-05-0.)
- Berlin … Endstation. Roman. Band 10 der Gesammelten Werke. Berlin 2006, ISBN 3-937717-08-0.
- Sie trommelten mit den Fäusten im Takt. Erzählungen. Band 9 der Gesammelten Werke. Berlin 2008, ISBN 978-3-937717-06-7.

## Diskografie

### Hörspiele
- Das Märchen vom letzten Gedanken. Bearbeitung (Wort): Manfred Mixner – Regie: Peter Groeger (SFB/HR). Erstsendung: 1991.
- Witwe Zibulskys Traum. Bearbeitung (Wort): Karl Karst – Regie: Ernst Wendt (BR/SWF). Erstsendung: 1985
- Jossel Wassermanns Heimkehr. Bearbeitung (Wort): Karl Karst – Regie: Götz Fritsch (Deutschlandradio/ORF). Erstsendung: 1996
- Ruben Jablonski. Bearbeitung (Wort): Karl Karst – Regie: Rainer Clute (Deutschlandradio). Erstsendung: 1998

### Monografien
- Susanna Amirkhanyan: Ja chotel naruschit’ molchanije. Jerewan 2006, ISBN 99941-1-194-9. (Russisch)
- Jennifer Bjornstad: Functions of humor in German Holocaust literature: Edgar Hilsenrath, Günter Grass, and Jurek Becker. ISBN 0-493-23274-5.
- Stephan Braese: Die andere Erinnerung. Jüdische Autoren in der westdeutschen Nachkriegsliteratur. Philo, Berlin/Wien 2001, ISBN 3-86572-227-X. (zugleich Habil.-Schrift) (Hilsenrath ist einer der drei Autoren, die als Schwerpunkt dargestellt werden).
- Helmut Braun: Ich bin nicht Ranek. Berlin 2006, ISBN 3-937717-09-9.
- Claudia Brecheisen: Literatur des Holocaust. Identität und Judentum bei Jakov Lind, Edgar Hilsenrath und Jurek Becker. 1993.
- Volker Dittrich: Zwei Seiten der Erinnerung. Die Brüder Edgar und Manfred Hilsenrath. Dittrich, Berlin 2012, ISBN 978-3-937717-75-3.
- Dietrich Dopheide: Das Groteske und der schwarze Humor in den Romanen Edgar Hilsenraths. Berlin 2000, ISBN 978-3-934479-36-4. Zugl. Diss. Freie Universität Berlin, Anfang/Leseprobe (PDF)
- Alexandra Heberger: Faschismuskritik und Deutschlandbild in den Romanen von Irmgard Keun „Nach Mitternacht“ und Edgar Hilsenrath „Der Nazi und der Friseur“: ein Vergleich. Der Andere Verlag, Osnabrück 2002.
- Susann Möller: Wo die Opfer zu Tätern werden, machen sich die Täter zu Opfern: die Rezeption der beiden ersten Romane Edgar Hilsenraths in Deutschland und den USA. UMI, Ann Arbor, MI, 1991.
- Kirsten Prinz: Brüchiges Gedächtnis. Der Genozid an den Armeniern in Texten von Edgar Hilsenrath, Zafer Şenocak und Esmahan Aykol. CH. A. Bachmann Verlag, Berlin 2015, ISBN 978-3-941030-62-6.
- Jennifer L. Taylor: Writing as revenge: Jewish German identity in post-Holocaust German literary works; reading survivor authors Jurek Becker, Edgar Hilsenrath and Ruth Klüger. 1998.

### Sammelbände
- Helmut Braun (Hrsg.): Verliebt in die deutsche Sprache. Die Odyssee des Edgar Hilsenrath. Dittrich-Verlag, Berlin 2005, ISBN 3-937717-17-X. (Inhaltsverzeichnis PDF)
- Thomas Kraft (Hrsg.): Edgar Hilsenrath. Das Unerzählbare erzählen. München 1996. ISBN 3-492-03840-9 (Inhaltsverzeichnis PDF)

### Aufsätze
- Susanna Amirkhanyan: Edgar Hilsenrath und Armenien. In: Armenisch-Deutsche Korrespondenz, Nr. 114, 2001, H. 4.
- Martin A. Hainz: FUCK, z. B.: FUCK AMERICA. In: Helmut Braun (Hrsg.): Verliebt in die deutsche Sprache. Die Odyssee des Edgar Hilsenrath. Dittrich, Berlin, Akademie der Künste 2005, S. 69–76.
- Ingeborg Drewitz und Fritz J. Raddatz: Zwei Rezensionen zu Nacht. In: Fischer-Almanach der Literaturkritik 1978/79. ISBN 3-596-26450-2. (Ingeborg Drewitz in Der Tagesspiegel, (Tendenz: positiv) und Fritz J. Raddatz in Die Zeit (Tendenz: äußerst negativ))
- Marko Martin: Mein Freund Edgar. In: Die Welt, 30. August 2007. (Reportage über Edgar Hilsenrath.)
- Peter Stenberg: Edgar Hilsenrath and Jakov Lind meet at the employment office in Netanya, Palestine… In: Sander L. Gilman, Jack Zipes (Hrsg.): Yale companion to Jewish writing and thought in German culture 1096–1996. Yale Univ. Press, New Haven 1997, S. 642–647.

### Selbstzeugnisse
- Ich glaube, es ist leichter, wenn man glaubt. In: Martin Doerry (Hrsg.): Nirgendwo und überall zu Haus. Gespräche mit Überlebenden des Holocaust. S. 50–59. DVA, München 2006, ISBN 3-421-04207-1; CD mit Einlesungen u. a. von Peter Fitz, Jürgen Holtz, Traugott Buhre, Gudrun Ritter. Der Audio Verlag, Berlin 2006, ISBN 978-3-89813-574-0.
- Edgar Hilsenrath erzählt aus seinem Leben: „Deutsch war nicht die Sprache der Nazis. Es war meine Sprache“. Ergänzend mit Hilsenraths selbsterzählten Erinnerungen liest Ulrich Matthes aus seinem Werk vor. 2 Audio-CDs. Aktives Museum Spiegelgasse für Deutsch-Jüdische Geschichte, Wiesbaden 2009, ISBN 978-3-941289-03-1.